# La Petite Boutique des horreurs (film, 1986)
Pour les articles homonymes, voir La Petite Boutique des horreurs.
Pour plus de détails, voir Fiche technique et Distribution.
La Petite Boutique des horreurs (Little Shop of Horrors) est un film musical américain réalisé par Frank Oz, sorti en 1986, adapté de la comédie musicale de Broadway Little Shop of Horrors. La comédie musicale étant elle-même une adaptation du film portant le même nom, mis en scène par Roger Corman, sorti en 1960.
Le film suit Seymour Krelborn qui travaille chez un petit fleuriste de quartier, et est secrètement amoureux de sa collègue Audrey. Son patron, désespérant de l'absence de clients dans le magasin, annonce qu'il va devoir mettre la clé sous la porte. Seymour propose alors de mettre en vitrine une plante inconnue qu'il avait trouvée le jour d'une éclipse. Intrigués par l'aspect étrange de la plante, les clients affluent. Cependant, la plante s'avère avoir besoin de sang humain, et Seymour éprouve chaque jour - au fur et à mesure qu'elle grandit - plus de mal à la nourrir.

## Synopsis
L’histoire se passe dans un quartier défavorisé de New York dans les années 1960 peu après une éclipse totale (chanson Petite boutique des horreurs).
Les personnages principaux sont Seymour Krelborn (Rick Moranis), un génie de la botanique quelque peu maladroit, et sa collègue Audrey Fulquard (Ellen Greene), une fille gentille et timide, coincée dans une relation abusive avec son copain Orin Scrivello (Steve Martin). Les deux sont amoureux l’un de l’autre sans le savoir et songent un jour à déménager ailleurs, mais s’en sentent incapables (chanson Banlieue (Chez nous)).
Déploré par l’état de ses affaires, le fleuriste Gravis Mushnik (Vincent Gardenia) pense à mettre la clé sous la porte. Audrey propose à Mushnik de mettre en vitrine une plante étrange dont Seymour est en train de s’occuper pour attirer la clientèle, plante que Seymour a appelé Audrey II. Dès que Seymour s’exécute, un client (Christopher Guest) entre immédiatement et commence à poser les questions sur la plante, Seymour dit alors l’avoir achetée à un fleuriste chinois pendant l’éclipse (chanson Da-Doo). La plante finit par attirer un bon nombre de curieux qui profitent de leur passage pour acheter des fleurs, remettant l’affaire de Mushnik à flot. Par contre, à la fin de la journée Audrey II commence à faner. Mushnik ordonne à Seymour de remettre la plante en état avant de partir.
Dans le sous-sol de la boutique où il vit, Seymour peine à trouver comment raviver la plante jusqu’à ce qu’il se pique sur une rose et se rende compte qu'Audrey II est attirée par son sang (chanson Pousse pour moi). Avec trois gouttes de son sang, la plante revit et grandit. Après un passage à la radio, Seymour devient une célébrité locale, rendant également célèbre la boutique de Mushnik qui affiche désormais Audrey II dans un coin dédié. Pendant ce temps Audrey n’arrive pas à quitter Orin, son compagnon abusif, alors qu’elle rêve d’une vie avec Seymour (chanson Un petit nid vert).
Seymour devient de plus en plus affaibli à force de nourrir Audrey II avec son sang (chanson S’amuser). Un jour, il demande à Audrey de sortir avec lui sous prétexte de l’aider à refaire sa garde-robe, mais elle refuse car elle a déjà une soirée prévue avec Orin, dont les tendances sadiques sont alors révélées au spectateur ainsi que son addiction au gaz hilarant et son métier dont il se sert pour canaliser son agressivité: il est dentiste (chanson La chanson du dentiste). Le soir même Seymour ferme la boutique et voit encore Audrey II faiblir, mais cette fois il a une nouvelle surprise: la plante commence à lui parler! Audrey II (voix de Levi Stubbs) explique qu’elle veut du sang frais et rappelle à Seymour le succès qu’il a eu grâce à elle, lui faisant miroiter un avenir encore plus radieux s’il continue à la nourrir (chanson Nourris-moi). Choqué par les propos d’Audrey II comme quoi il existe des gens qui méritent de mourir, Seymour coupe court à la conversation, mais change d’avis quand il voit Orin ramener Audrey et la frapper.
Le lendemain, après avoir chassé un client masochiste (Bill Murray), Orin accueille Seymour dans son cabinet. Avant de commencer la consultation, Orin met un masque pour prendre une forte dose de gaz hilarant, mais au moment de vouloir fermer le robinet du ballon de gaz sur son dos, Orin se rend compte qu’il lui est resté dans la main. Seymour révèle alors qu’il est venu armé avec l’intention de le tuer, mais finalement il n’a besoin de rien faire car Orin s’asphyxie tout seul. Le soir même, Seymour transporte son corps jusqu’à la boutique où Audrey II lui demande de couper le corps en morceaux. Seymour s’exécute, ne se sachant pas observé par Mushnik, et nourrit Audrey II.
Le lendemain, Audrey est inquiète de la disparition d’Orin, mais surtout soulagée de la fin de leur relation. C’est à ce moment que Seymour lui avoue son amour et elle lui avoue son amour à son tour (chanson Tout à coup Seymour). Le soir même, Mushnik fait irruption dans le sous-sol où vit Seymour, menace de le dénoncer à la police et le fait monter au rez-de-chaussée où Audrey II écoute leur conversation (chanson L’heure de la bouffe) . Mais au dernier moment Mushnik change d’avis et propose à Seymour de lui laisser la plante en échange de le laisser quitter la ville. Alors que Seymour hésite à avouer sa façon de s'occuper d’Audrey II, Mushnik se retourne et voit la gueule ouverte de la plante. Choqué, il s’approche pour la voir de plus près jusqu’à ce qu’Audrey II, maintenant assez grande pour avaler les humains entiers, arrive à l'attraper avec ses dents et le mange.
Les affaires marchent de mieux en mieux pour Seymour, il a même un contrat pour sa propre émission à la télé, mais un jour, alors que la plante fait encore signe d’avoir faim pendant que la boutique est bondée, Seymour en a marre et décide de partir pour de bon, laissant la plante mourir de faim. Il parle de son plan à Audrey et la demande en mariage, ce qu’elle accepte. Le soir même, Audrey II voit Seymour partir et demande à manger. Seymour accepte à condition que ce soit de la viande de boucher. Une fois Seymour parti, Audrey II utilise ses lianes préhensiles pour appeller Audrey avec le téléphone de la boutique et lui révèle sa nature (reprise de L’heure de la bouffe). Fascinée, Audrey entre dans la boutique. Audrey II l’attrappe alors et commence à la manger, mais Seymour arrive in extremis, l’arrache des dents d’Audrey II et l'emmène dehors.

### Fin de la version cinéma
Audrey est sous le choc et Seymour lui explique tout. Il lui avoue aussi qu’il a fait tout ça pour conquérir Audrey, mais elle le rassure en disant qu’elle l’aurait aimé de toute façon (reprise de Tout à coup Seymour). Leur conversation est interrompue par Patrick Martin (James Belushi) , un homme d'affaires prêt à payer cher pour pouvoir faire pousser et vendre des Audrey II. Se rendant compte de l’affreux plan d’Audrey II, Seymour rejette l’offre et revient dans la boutique.
Confrontée par Seymour, Audrey II révèle alors qu’elle est une créature extraterrestre venue infester et conquérir la Terre. Pouvant désormais se déplacer en marchant sur ses racines et accompagnée de plusieurs petites fleurs, Audrey II se fait un malin plaisir de provoquer et attaquer physiquement Seymour tout en détruisant la boutique (chanson Beau dégueulasse) et finit par la faire s’effondrer en tirant sur un pilier porteur. Seymour émerge des gravats, prend un câble électrique et électrocute Audrey II, la détruisant enfin.
Seymour et Audrey quittent leur quartier et s’installent dans la maison dont Audrey rêvait. Sans qu’ils le sachent, une petite Audrey II émerge dans leur jardin et sourit à la caméra…

### Fin de la version Director’s Cut
Quelques instants plus tard Audrey s’écroule, les blessures qu’elle a subies se révèlent être fatales. Avant de mourir, elle raconte à Seymour qu’Audrey II lui a dit avoir mangé Orin et Mushnik et demande d’être mangée à son tour pour faire partie de la plante et ainsi rester près de Seymour même après sa mort (reprise de Un petit nid vert). Obéissant à sa dernière volonté, Seymour revient dans la boutique et pose Audrey dans la mâchoire d’Audrey II.
Désespéré, il monte sur le toit d’un immeuble et s’apprête à sauter dans le vide, mais sa tentative de suicide est interrompue par Patrick Martin (Paul Dooley) , un homme d'affaires qui, après avoir discrètement coupé un bout d’Audrey II à la boutique, a réussi à faire pousser une autre petite Audrey II en deux jours. Il propose alors à Seymour de s’associer pour une affaire lucrative, mais quand ce dernier refuse, Martin lui annonce que la plante est dans le domaine public et sera vendue qu’il le veuille ou non. Voyant la nouvelle plante entre les mains de Martin lui sourire et se rendant compte de l’affreux plan d’Audrey II, Seymour repart à la boutique de toute allure.
Confrontée par Seymour, Audrey II révèle alors qu’elle est une créature extraterrestre venue infester et conquérir la Terre. Pouvant désormais se déplacer en marchant sur ses racines et accompagnée de plusieurs petites fleurs, Audrey II se fait un malin plaisir de provoquer et attaquer physiquement Seymour tout en détruisant la boutique (chanson Beau dégueulasse) et finit par la faire s’effondrer en tirant sur un pilier porteur. Quand Seymour émerge des gravats, elle l’attrape avec ses longues tiges articulées, et le mange.
Dans les jours qui suivent, les ventes des petites Audrey II explosent et d’autres personnes se laissent charmer par leurs plantes parlantes, comme Seymour. Une fois grandes et fortes, les plantes commencent leur invasion de la Terre en commençant par les États-Unis, devenant géantes en avalant toujours plus d'humains et semant le chaos et la destruction (chanson Don't Feed the Plants inédite en VF). Le film se finit sur un plan où deux Audrey II, faisant fi du feu de l’armée, montent en haut de la statue de la Liberté avant qu’une autre plante déchire l’écran et, brisant le quatrième mur, se jette sur le spectateur.

## Fiche technique
- Titre : La Petite Boutique des horreurs
- Titre original : Little Shop of Horrors
- Réalisation : Frank Oz
- Scénario : Howard Ashman et Charles B. Griffith (scénario du film de 1960)
- Production : David Geffen, Denis Holt et David W. Orton
- Société de production : The Geffen Company
- Budget : 30 millions $
- Musique : Miles Goodman et Alan Menken
- Photographie : Robert Paynter
- Montage : John Jympson
- Décors : Roy Walker
- Costumes : Marit Allen
- Pays d'origine : États-Unis
- Format : Couleurs - 1,85:1 - Dolby - 35 mm
- Genre : Comédie horrifique, fantastique et film musical
- Durée : 94 minutes
- Dates de sortie : 19 décembre 1986 (États-Unis), 3 juin 1987 (France)

## Distribution
- Rick Moranis (VF : William Coryn (dialogues) - Pierre Reggiani (chant)) : Seymour Krelborn
- Ellen Greene (VF : Céline Monsarrat (dialogues) - Marie Ruggeri (chant)) : Audrey
- Vincent Gardenia (VF : Philippe Dumat) : M. Mushnik
- Steve Martin (VF : Gérard Rinaldi) : Orin Scrivello
- Tichina Arnold (VF : Maïk Darah (dialogues)) : Crystal
- Michelle Weeks (VF : Laurence Crouzet (dialogues)) : Ronette
- Tisha Campbell-Martin (VF : Françoise Dasque (dialogues)) : Chiffon
- Levi Stubbs (VF : Bernie Lyon) : Audrey II (voix de la plante)
- James Belushi (VF : François Leccia) : Patrick Martin
  - Paul Dooley joue le rôle de Patrick Martin dans la fin originale
- John Candy (VF : Jacques Frantz) : Wink Wilkinson
- Christopher Guest (VF : Hervé Bellon) : Le premier client
- Bill Murray (VF : Bernard Murat) : Arthur Denton
- Stanley Jones (VF : Georges Aminel) : Narrateur (voix)
- Levi Stubbs : voix de la plante Audrey II
- Vincent Wong : le fleuriste chinois
- Adeen Fogle : l'assistante radio
- Kelly Huntley: fille de Seymour et Audrey
- Paul Reynolds : fils de Seymour et Audrey
- Miriam Margolyes : l'assistante dentaire
- Bob Sherman : l'agent
- Doreen Hermitage: la femme du magazine Life
- Kerry Shale : l'assistant de la femme du magazine Life
- Bertice Reading (VF : Maria Popkiewicz) : Une vieille femme, ouvrant la chanson Banlieue (Skid Row)
- Michael Shannon : le journaliste TV
- Kevin Scott : le second client
- Mildred Shay : la première cliente
- Melissa Wiltsie : la deuxième cliente
- Barbara Rosenblat : la troisième cliente
- Ed Wiley : un clochard
- Alan Tilvern : un clochard
- John Scott Martin : un clochard
- Mark Wilson : un chanteur de Doo-wop
- Danny Cunningham : un chanteur de Doo-wop
- Danny John-Jules : un chanteur de Doo-wop
- Gary palmer : un chanteur de Doo-wop
- Paul Swaby : un chanteur de Doo-wop
- Abbie Dabner : un patient
- Frank Dux : un patient
- Peter Whitman : un patient
- Heather Henson : la patiente
- Judith Morse : la mère de la patiente
- Darrell Brook : preneur de son
- Russell Brook : un journaliste
- Lee Crawford : un client
- Jill Goldston : une cliente
- Sergio Kato : lui-même
- Derek Lyons : un habitant du quartier
- Tina Simmons : une habitante du quartier
- Robert Arden : technicien de NBC
- Stephen Hoye : technicien de NBC
- Bob Sessions : technicien de NBC
- Voix françaises chantées de Crystal, Ronette et Chiffon : Jocelyne Lacaille, Anne-Marie Godart et Luce Scoccimarro

Sources version française,

## Distinctions
- Nominations aux Oscars des meilleurs effets spéciaux (Lyle Conway, Bran Ferren et Martin Gutteridge) et de la meilleure chanson (Alan Menken et Howard Ashman pour Mean Green Mother from Outer Space) en 1987.
- Nominations aux Golden Globes de la meilleure comédie musicale et de la meilleure musique de film en 1987.
- Prix de la meilleure musique et nomination au prix des meilleurs costumes (Marit Allen), meilleur film d'horreur, meilleurs effets spéciaux (Lyle Conway) et meilleur scénario lors de l'Académie des films de science-fiction, fantastique et horreur 1987.
- Nomination au prix des meilleurs effets spéciaux (Bran Ferren, Martin Gutteridge, Lyle Conway et Richard Conway), lors des BAFTA Awards 1988.